# Unefa Club de Fútbol
Unefa Club de Fútbol' é um clube de futebol da Venezuela. Atualmente participa da 2ª Divisão do Campeonato Venezuelano de Futebol.